# Bakari Koné
Bakari Koné, auch Baky Koné, (* 17. September 1981 in Abidjan) ist ein ehemaliger ivorischer Fußballspieler. Er spielte auf der Position eines Stürmers. Er gehörte zum Kader der ivorischen Fußballnationalmannschaft. Koné ist 1,63 Meter groß. Unter den vielen kleinen, wendigen Spielern der Elfenbeinküste in den 2010er Jahren, war er mit Arthur Boka der schnellste Spieler. Außerdem fiel er durch seine starken Weitschüsse und Flanken auf.

## Vereine
Zur Saison 2003/04 wechselte Koné nach Frankreich zum Ligue-2-Verein FC Lorient; hier wurde er in seiner zweiten Saison mit 24 Toren Torschützenkönig der Ligue 2. Danach wechselte Koné zum OGC Nizza, wo er in der Saison 2007/08 mit 14 Treffern der erfolgreichste Torschütze seiner Mannschaft war. Zur Saison 2008/09 wurde er für rund 10 Millionen Euro vom französischen Spitzenclub Olympique Marseille verpflichtet. Im Juni 2010 unterzeichnete er einen Vertrag beim katarischen Verein Lekhwiya Sports Club. Nach sechs Jahren in den arabischen Golfstaaten beendete er 2016 seine Spielerkarriere bei Paris FC.

## Nationalmannschaft
Bakari Koné gab 2004 sein Debüt im Nationalteam der Elfenbeinküste beim 5:0 gegen den Sudan. Seither kam er regelmäßig zum Einsatz. So war er auch im Aufgebot für die Afrikameisterschaft 2006. Bei diesem Turnier kam Koné bei fünf Partien zum Einsatz und erzielte dabei im Viertelfinale gegen Kamerun das zwischenzeitliche 1:0 für die Ivorer. Zudem war er im folgenden Penaltyschießen vom Elfmeterpunkt erfolgreich.
Bei der WM 2006 kam Koné in zwei Spielen als Auswechselspieler zum Einsatz und schoss im Spiel gegen die Niederlande eines der schönsten Tore des gesamten Turniers, wobei er erst mit dem Ball zwei gegnerische Verteidiger abhängte, um den Ball dann aus vollem Lauf aus gut 20 Meter Entfernung gegen seine eigene Laufrichtung genau in den linken Torwinkel zu schießen. Viele Experten bezeichnen dieses Tor als beste Einzelaktion des Wettbewerbs.

## Auszeichnungen
- Torschützenkönig 2004/05 in der Ligue 2 mit 24 Toren.

## Privates
Bakari Koné hat zwei Brüder, die ebenfalls Fußball spielen: Arouna Koné, und Kemoko Koné.